# Толботт, Глория
Гло́рия То́лботт (англ. Gloria Talbott; 7 февраля 1931, Глендейл, Калифорния — 19 сентября 2000, Глендейл, Калифорния) — американская актриса кино и телевидения.

## Биография
Глория Мод Толботт родилась 7 февраля 1931 года в городе Глендейл (штат Калифорния). Отец — Чарльз Ф.,владелец химчистки; мать — Дороти (до замужества Паттерсон), практиковала христианскую науку; старшая сестра — Мэри Луиза, также известная как Лори (1925 — ?), тоже пробовала себя в роли киноактрисы, но ограничилась единственным малоизвестным фильмом Hollywood Barn Dance (1947). Интересно, что один из прадедушек Глории был сооснователем Глендейла, в настоящее время — города с населением более 200 тысяч человек.

В 1947 году Глория стала «Мисс Глендейл». После окончания школы создала собственную драматическую группу и выступала в разных клубах, но это продолжалось недолго: в 18 лет она первый раз вышла замуж и оставила это занятие.
Впервые на экране Толботт появилась в возрасте шести лет — она сыграла (без указания в титрах) роль девочки в довольно известном фильме «Майские дни». В середине 1940-х годов последовали ещё две её «подростковые» работы: в лентах англ. Sweet and Low-Down (1944) и «Дерево растёт в Бруклине» (1945) — в обоих случаях также без указания в титрах. Повзрослев и сформировавшись как актриса, Глория стала постоянно сниматься с 1951 года, сначала в телесериалах, а потом и в кинофильмах. Во второй половине 1950-х годов Толботт несколько раз сыграла «главную-второстепенную жертву» во второсортных фильмах ужасов. Всего за 15 лет карьеры (1951—1966) Глория снялась 111 фильмах и сериалах. Забеременев в возрасте 35 лет вторым (и последним) ребёнком, Толботт оставила карьеру актрисы и больше к этой профессии не возвращалась.

### Личная жизнь и смерть
Глория Толботт была замужем четыре раза:
- 19 февраля 1949 — 1953. Джин Стэнли Пэрриш, диктор радиостанции KUSC[англ.]. Развод, от брака остался сын Марк (род. 1950).
- 27 июня 1956 — 1965. Сэнди Сандерс (1919—2005), актёр кино и телевидения. Развод, детей нет.
- 18 января 1967 — 1969. Доктор Стивен Джозеф Капабьянко. Развод, от брака осталась дочь Миа (род. 1967).
- 27 апреля 1970 — 19 сентября 2000. Патрик Мюллалли, дантист. Пара состояла в браке до смерти Глории, детей нет.

Глория Толботт скончалась 19 сентября 2000 года от пневмонии там же, где и родилась, в Глендейле (штат Калифорния). Похоронена на кладбище Сан-Фернандо-Мишн (Лос-Анджелес).

### Факты о съёмках
- В начале 1960-х годов Толботт отказалась от съёмок в весьма успешном сериале «Морская охота[англ.]», так как её персонаж должен был по сценарию носить подводную маску. Дело в том, что актриса страдала сильной клаустрофобией и тафофобией, утверждая, что в прошлой жизни её похоронили заживо[1].
- На роль в фильме «Женщина-пиявка[англ.]» (1960) Толботт согласилась только для того, чтобы купить 10-летнему сыну лошадь[1].

## Избранная фильмография

### Широкий экран
- 1937 — Майские дни[англ.] / Maytime — девочка (в титрах не указана)
- 1945 — Дерево растёт в Бруклине / A Tree Grows in Brooklyn — школьница (в титрах не указана)
- 1952 — Мы не женаты! / We're Not Married! — девушка во сне Гектора Вудраффа (в титрах не указана)
- 1953 — Северный патруль[англ.] / Northern Patrol — Мег Стивенс
- 1955 — Катастрофа[англ.] / Crashout — девушка в поезде
- 1955 — Мы не ангелы[англ.] / We're No Angels — Изабель Дьюкотель
- 1955 — Всё, что дозволено небесами / All That Heaven Allows — Кэй Скотт
- 1955 — Люси Галлант[англ.] / Lucy Gallant — Лора Уилсон
- 1957 — Оклахомец[англ.] / The Oklahoman — Мария Смит
- 1957 — Циклопы / The Cyclops — Сьюзан Уинтер
- 1957 — Дочь доктора Джекилла[англ.] / The Daughter of Dr. Jekyll — Джанет Смит
- 1958 — Я вышла замуж за монстра из космоса[англ.] / I Married a Monster from Outer Space — Мардж Брэдли Фаррелл
- 1959 — Псевдоним — Джесси Джеймс[англ.] / Alias Jesse James — принцесса Ирауани
- 1960 — Женщина-пиявка[англ.] / The Leech Woman — Сэлли

### Телевидение
- 1952 — Моя маленькая Марджи[англ.] / My Little Margie — Морин (в 1 эпизоде)
- 1953 — Сиско Кид[англ.] / The Cisco Kid — разные роли (в 2 эпизодах)
- 1954 — Энни Окли[англ.] / Annie Oakley — Присцилла Бишоп (в 1 эпизоде)
- 1954 — Шоу Роя Роджерса[англ.] / The Roy Rogers Show — Эми Вудрафф (в 1 эпизоде)
- 1954 — Общественный защитник[англ.] / The Public Defender — Энн (в 1 эпизоде)
- 1954, 1955, 1957, 1957 — Кульминация![англ.] / Climax! — разные роли (в 4 эпизодах)
- 1954, 1962 — Театр General Electric[англ.] / General Electric Theater — Джанет Остин (в 2 эпизодах)
- 1955 — Театр «Четыре звезды»[англ.] / Four Star Playhouse — Гермейн (в 1 эпизоде)
- 1955 — Вы — там[англ.] / You Are There — Джейн Грей, «королева девяти дней» (в 1 эпизоде)
- 1955 — Театр Lux Video[англ.] / Lux Video Theatre — Анна (в 1 эпизоде)
- 1955, 1961 — Жизнь и житие Уайатта Эрпа[англ.] / The Life and Legend of Wyatt Earp — разные роли (в 2 эпизодах)
- 1955, 1962, 1963 — Дымок из ствола / Gunsmoke — разные роли (в 3 эпизодах)
- 1956 — Приключения Супермена[англ.] / Adventures of Superman — Мара Ван Кливер (в 1 эпизоде)
- 1956 — Театр Зейна Грея[англ.] / Dick Powell's Zane Grey Theatre — Каролин Тодд (в 1 эпизоде)
- 1956, 1958 — Миллионер[англ.] / The Millionaire — разные роли (в 2 эпизодах)
- 1957 — Мистер Адамс и Ева[англ.] / Mr. Adams and Eve — актриса (в 1 эпизоде)
- 1957 — Шериф Кочиса[англ.] / Sheriff of Cochise — Энн Брок (в 1 эпизоде)
- 1957 — Сахарная нога[англ.] / Sugarfoot — Линда Бразуэлл (в 1 эпизоде)
- 1958 — Ричард Даймонд, частный детектив[англ.] / Richard Diamond, Private Detective — Дженни (в 1 эпизоде)
- 1958 — Майк Хаммер[англ.] / Mickey Spillane's Mike Hammer — Джуди Роджерс (в 1 эпизоде)
- 1958 — Неугомонный ствол[англ.] / The Restless Gun — разные роли (в 3 эпизодах)
- 1958, 1960 — Бэт Мастерсон[англ.] / Bat Masterson — разные роли (в 2 эпизодах)
- 1958, 1960 — Разыскивается живым или мёртвым[англ.] / Wanted Dead or Alive — разные роли (в 3 эпизодах)
- 1959 — Зорро[англ.] / Zorro — Монита Эсперон (в 4 эпизодах)
- 1959 — Театр-90[англ.] / Playhouse 90 — Роуз (в 1 эпизоде)
- 1959, 1961 — Сыромятная плеть / Rawhide — разные роли (в 3 эпизодах)
- 1959, 1961 — Истории Уэллса Фарго[англ.] / Tales of Wells Fargo — разные роли (в 2 эпизодах)
- 1960 — Бонанза / Bonanza — Недда (в 1 эпизоде)
- 1960 — Закон жителя Равнин[англ.] / Law of the Plainsman — Стелла Микер (в 1 эпизоде)
- 1960, 1961, 1963 — Ларами[англ.] / Laramie — разные роли (в 4 эпизодах)
- 1961 — Доктор Килдейр[англ.] / Dr. Kildare — Джерри Каннингем (в 1 эпизоде)
- 1961 — Сёрфсайд-6[англ.] / Surfside 6 — Джэнис Уолтерс (в 1 эпизоде)
- 1961, 1964, 1965 — Дни в Долине Смерти / Death Valley Days — разные роли (в 3 эпизодах)
- 1961, 1963, 1966 — Перри Мейсон / Perry Mason — разные роли (в 4 эпизодах)
- 1962 — Бронко[англ.] / Bronco — Валери Эймс (в 1 эпизоде)
- 1962 — Караван повозок[англ.] / Wagon Train — Марта Чамберс (в 1 эпизоде)
- 1962 — Неприкасаемые[англ.] / The Untouchables — Джинн Лодер (в 1 эпизоде)
- 1964 — Маленький бродяга / The Littlest Hobo — Лора Соренсон (в 1 эпизоде)
- 1964 — Три моих сына[англ.] / My Three Sons — Лола (в 1 эпизоде)
- 1965 — Лесси / Lassie — Джулия Уайтфилд (в 1 эпизоде)

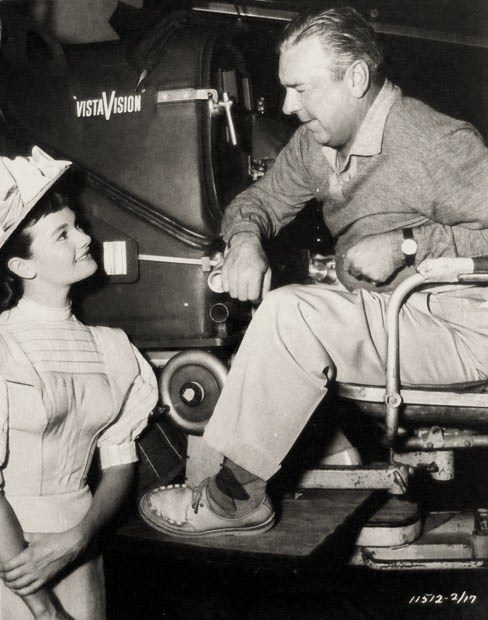
С кинооператором Лойалом Григгсом на съёмках фильма «Мы не ангелы[англ.]» (1955)
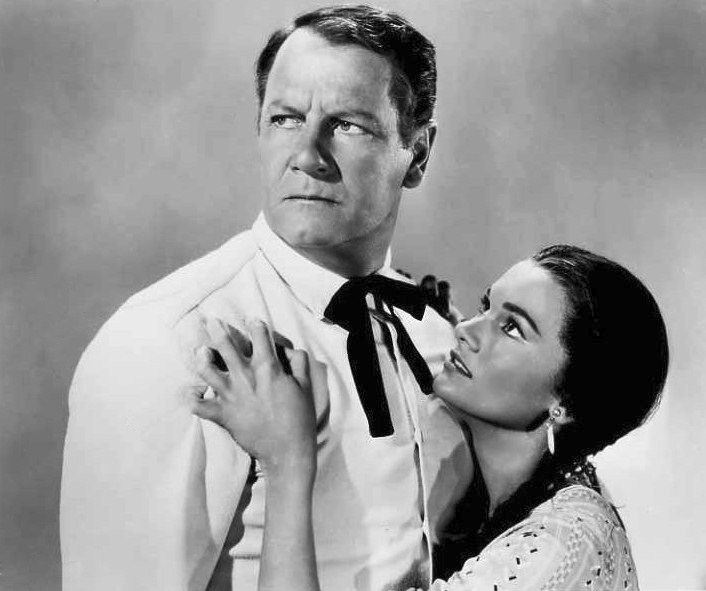
С актёром Джоэлом Маккри в фильме «Оклахомец[англ.]» (1957)
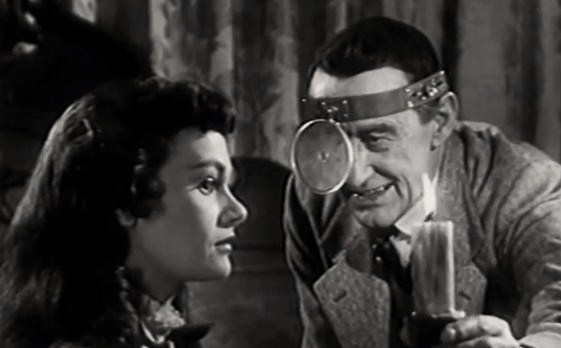
С актёром Артуром Шилдсом[англ.] в фильме «Дочь доктора Джекилла[англ.]» (1957)
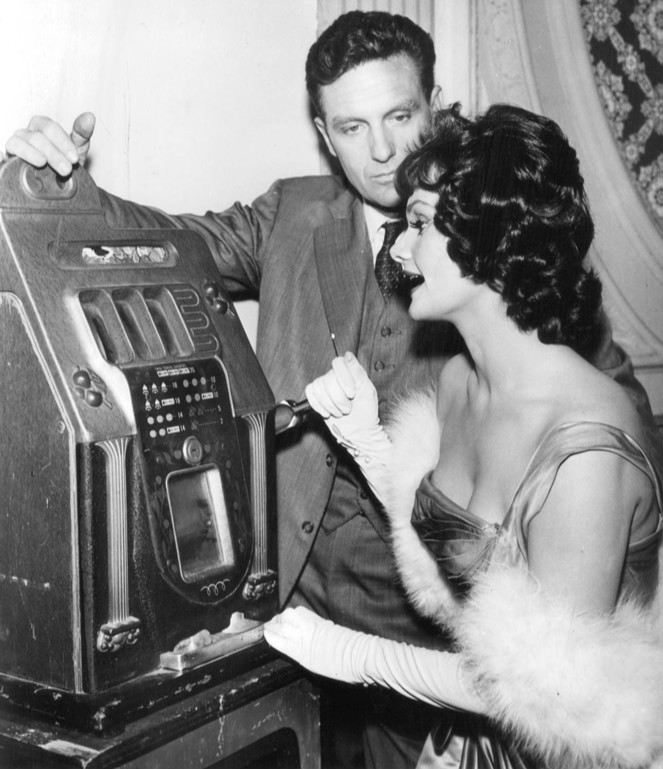
С актёром Робертом Стэком в сериале «Неприкасаемые[англ.]» (1962)